# Chōshi-Bahn
| Bauarbeiten nahe Moto-Chōshi (本銚子), im Dezember 1913 |                   |                               |                               |
| Streckenlänge: | 6,4 km            |                               |                               |
| Spurweite: | 1067 mm (Kapspur) |                               |                               |
| |                   |                               |                               |
| \| \| \| JR Sōbu-Hauptlinie \| \| \| \| 0,0 \| Chōshi (銚子駅) \| Chōshi (銚子駅) \| \| \| \| \| \| \| \| 0,5 \| Nakanochō (仲ノ町駅) \| Nakanochō (仲ノ町駅) \| \| \| 1,1 \| Kannon (観音駅) \| Kannon (観音駅) \| \| \| 1,8 \| Moto-Chōshi (本銚子駅) \| Moto-Chōshi (本銚子駅) \| \| \| 2,7 \| Kasagami-Kurohae (笠上黒生駅) \| Kasagami-Kurohae (笠上黒生駅) \| \| \| 3,2 \| Nishi-Ashikajima (西海鹿島駅) \| Nishi-Ashikajima (西海鹿島駅) \| \| \| 3,6 \| Ashikajima (海鹿島駅) \| Ashikajima (海鹿島駅) \| \| \| 4,7 \| Kimigahama (君ヶ浜駅) \| Kimigahama (君ヶ浜駅) \| \| \| 5,5 \| Inubō (犬吠駅) \| Inubō (犬吠駅) \| \| \| 6,4 \| Tokawa (外川駅) \| Tokawa (外川駅) \| |                   |                               |                               |
| Strecke |                   | JR Sōbu-Hauptlinie            | JR Sōbu-Hauptlinie            |
| Kopfbahnhof Streckenende · Kopfbahnhof Streckenanfang | 0,0               | Chōshi (銚子駅)               | Chōshi (銚子駅)               |
| Strecke von links · Abzweig geradeaus und nach rechts |                   |                               |                               |
| Betriebs-/Güterbahnhof Streckenende · Bahnhof | 0,5               | Nakanochō (仲ノ町駅)          | Nakanochō (仲ノ町駅)          |
| Bahnhof | 1,1               | Kannon (観音駅)               | Kannon (観音駅)               |
| Bahnhof | 1,8               | Moto-Chōshi (本銚子駅)        | Moto-Chōshi (本銚子駅)        |
| Bahnhof | 2,7               | Kasagami-Kurohae (笠上黒生駅) | Kasagami-Kurohae (笠上黒生駅) |
| Bahnhof | 3,2               | Nishi-Ashikajima (西海鹿島駅) | Nishi-Ashikajima (西海鹿島駅) |
| Bahnhof | 3,6               | Ashikajima (海鹿島駅)         | Ashikajima (海鹿島駅)         |
| Bahnhof | 4,7               | Kimigahama (君ヶ浜駅)         | Kimigahama (君ヶ浜駅)         |
| Bahnhof | 5,5               | Inubō (犬吠駅)                | Inubō (犬吠駅)                |
| Kopfbahnhof Streckenende | 6,4               | Tokawa (外川駅)               | Tokawa (外川駅)               |

Die Chōshi-Bahn (jap. 銚子電気鉄道線, Chōshi Denki Tetsudōsen) erstreckt sich in der Stadt Chōshi zwischen dem Stadtzentrum und dem Ortsteil Tokawa (外川町) und ist die einzige Linie der japanischen Bahngesellschaft Chōshi Denki Tetsudō K.K. (銚子電気鉄道株式会社). Die eingleisige Strecke, in Kapspur ist 6,4 km lang mit zehn Haltepunkten. Der Endbahnhof Chōshi (銚子駅, -eki) liegt neben der gleichnamigen Station  der Staatsbahn JR East an der Sōbu-Hauptlinie.

## Geschichte
Ursprünglich gebaut wurde eine 5,9 km lange Linie mit vier Stationen bis Inubō (犬吠駅, -eki) im Dezember 1913 als Chōshi-Ausflugsbahn (銚子遊覧鉄道, Chōshi Yūran Tetsudō). Die Gleise legten Armeeangehörige in nur elf Tagen. An Lokomotiven kamen zwei dampfgetriebene, von der Staatsbahn gebraucht gekaufte, Loks zum Einsatz, die die englische Firma Nasmyth, Gaskell and Company gebaut hatte. Dazu erwarb man vier Waggons. Der ungewöhnliche Baustil einiger Bahnhöfe erklärt sich aus der Geschichte  Bereits Ende November 1917 wurde der Betrieb wieder eingestellt. Die Bahnhöfe blieben bestehen, man entfernte jedoch die Gleise und nutzte deren Bett für eine Buslinie.

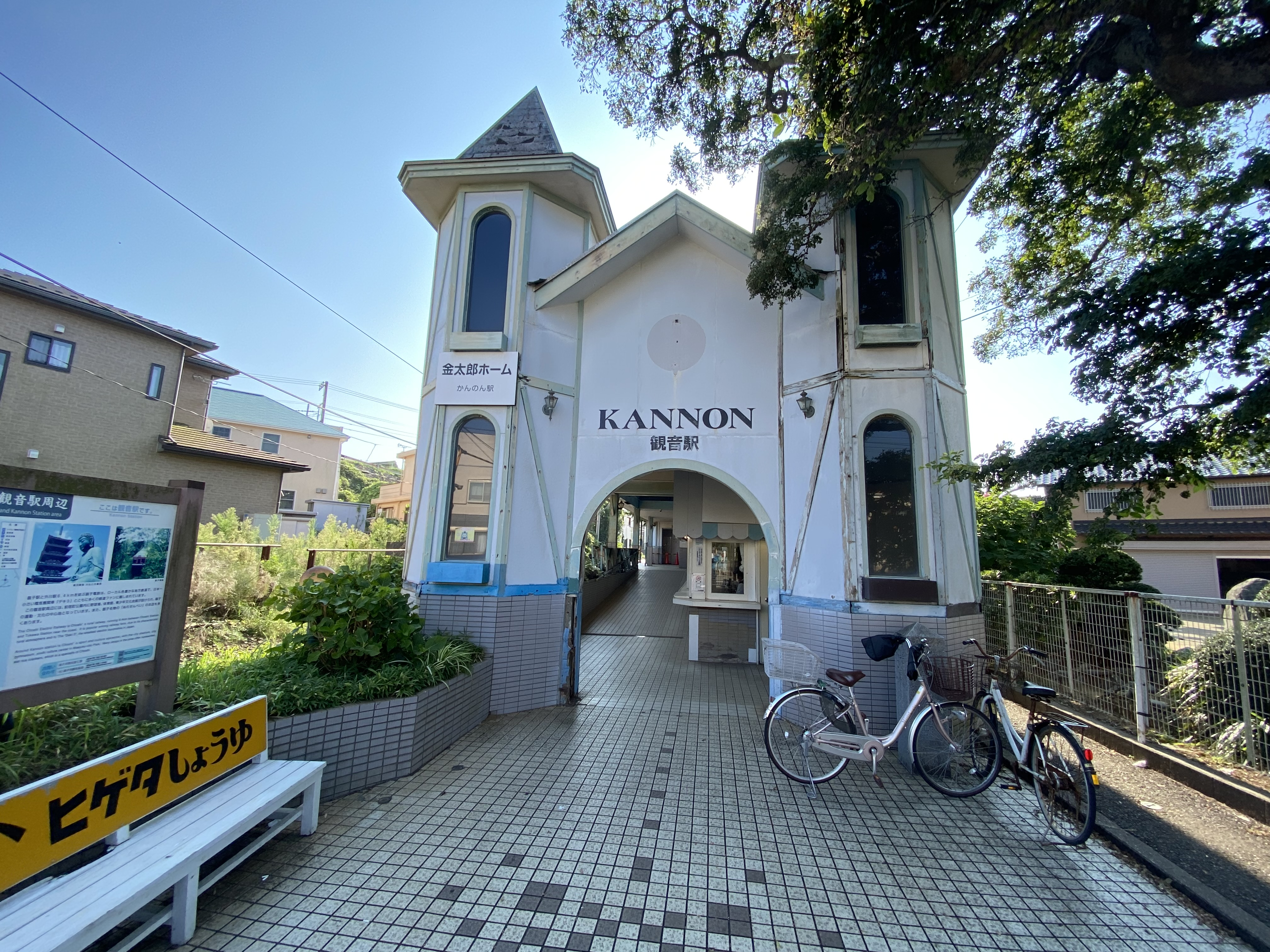
Bahnhof Kannon (観音駅, 2021).

### 1922–1948

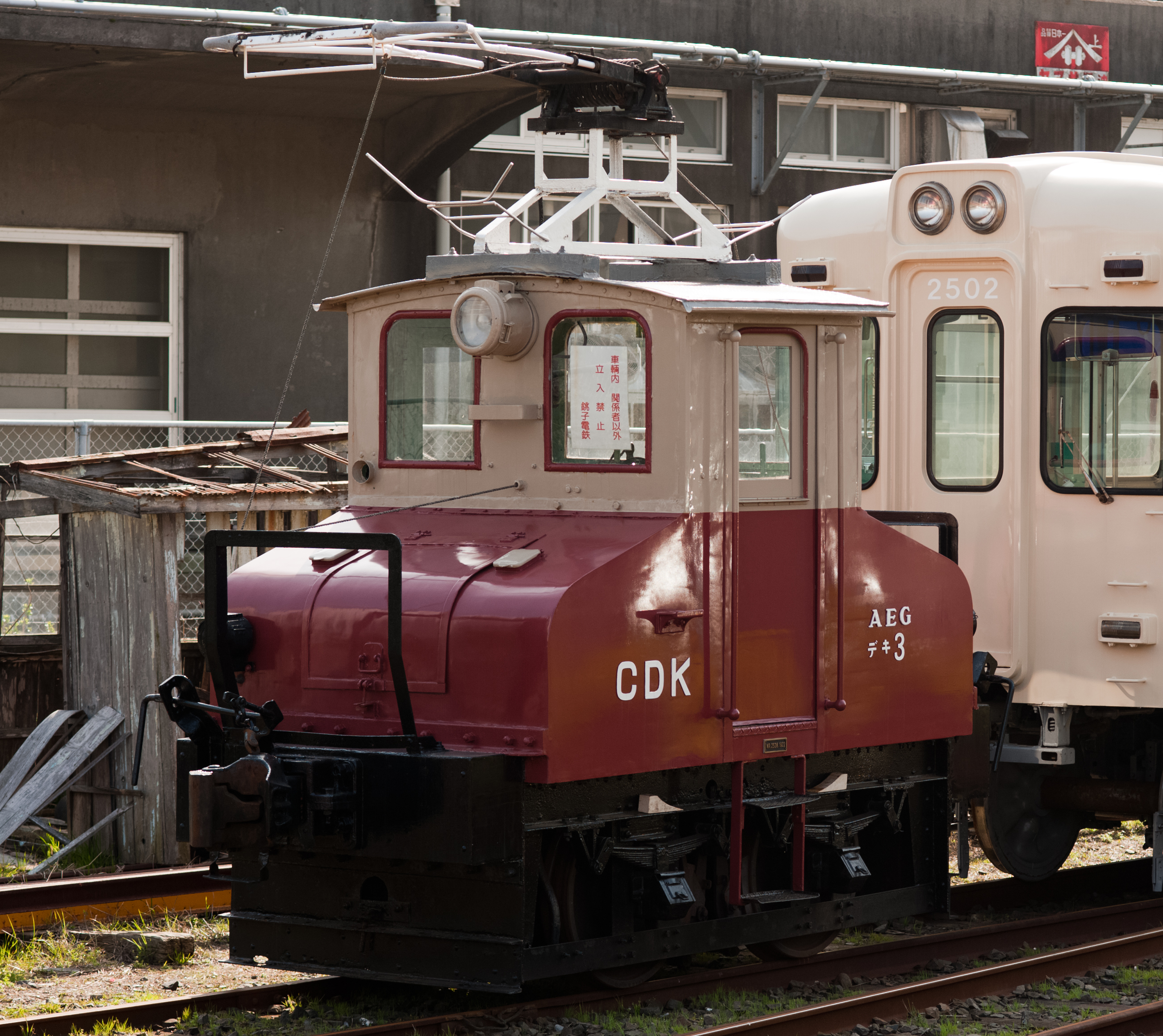
Von AEG 1922 als Grubenlok für Okinoyama gebaute E-Rangierlok, 1941 angekauft, 2010 noch im Einsatz in den Werkstätten

Die im Oktober 1922 neu gegründete Chōshi Tetsudō K.K. (銚子鉄道株式会社) nahm den Bahnbetrieb der nun bis Tokawa verlängerten Strecke zunächst mit benzinbetriebenen Loks im Juli 1923 auf sechs Bahnhöfen wieder auf. Die Loks erwiesen sich als unzuverlässig. Man elektrifizierte die Linie 1925 mit 600 V Gleichstrom und kaufte gebraucht drei E-Loks. Am 20. Juli 1945 durch Luftangriffe beschädigt musste man den Verkehr bis Dezember einstellen, danach war ein eingeschränkter Betrieb mit von JNR geborgten Dampfloks möglich, bis im April 1946 der elektrische Betrieb wieder begann.

### Nachkriegszeit
Die Betreibergesellschaft nannte man im August 1948 in Chōshi Denki Tetsudō (銚子遊覧鉄道) um. Die Fahrgastzahlen nahmen von 1955 mit knapp 1¾ Millionen auf 1980 etwas unter 1½ Mio. ab. Das folgende Jahrzehnt sah einen Einbruch um fast 40 % unter die Millionengrenze nach 1990. Der bisherige Tiefpunkt war das Jahr 2005 mit nur noch 654000 Fahrgästen. Der Durchschnitt der letzten Jahre lag um 750.000. Im Bahnhof Tokawa zählte man im Finanzjahr 2010 durchschnittlich 209 Zusteiger täglich.
Bis 1984 transportierte man auch Fracht, allerdings war der Großteil dieses Umsatzes schon 1956 weggebrochen, nachdem der Hauptkunde, die Yamasa-Sojasaucenfabrik ein privates Gleis direkt zur staatlichen Strecke hatte legen lassen. Die 1963 geplante Stilllegung wurde nach Bürgerprotesten nicht durchgeführt, der Betrieb wird seitdem subventioniert. Außerdem produziert und verkauft die Betreibergesellschaft Reisplätzchen (Sembei) und Süßwaren. Der Umsatz aus diesen Produkten ist heute zweimal so hoch wie der aus den Fahrgeldern.
Zu Beginn des Finanzjahres 1995 stellte man bei den Zügen auf Ein-Mann-Betrieb um, die meisten Haltepunkte sind, für Japan ungewöhnlich, ohne Ausgangskontrolleure. Unterschlagungen des Firmenpräsidenten brachten den Betrieb 1998 erneut an den Rande des Ruins.

## Strecke
Die Gleise sind heute auf eine Höchstgeschwindigkeit von 40 km/h ausgelegt, die durchschnittliche Fahrgeschwindigkeit beträgt 25 km/h. Fahrplanmäßig ist man zwischen beiden Endstationen zwanzig Minuten unterwegs. 2013 wurde die Taktung von tagsüber zwei auf ein Zugpaar pro Stunde verringert.
Die Werkstätten befinden sich in Nakanochō (仲ノ町) bei Streckenkilometer 0,5. Die einzige Ausweichstelle liegt im Bahnhof Kasagami-Kurohae (笠上黒生; Streckenkilometer 2,7). Nishi-Ashikajima (西海鹿島; km 3,2) ist die einzige nach dem Krieg gebaute Station, sie wurde 1970 eröffnet. Ein populäres Ausflugsziel ist der Leuchtturm bei Kap Inubō (犬吠埼, -saki; km 5,5). Der Rahmen des alten Zugs DeHa 501 (Bj. 1939, angekauft 1972) wurde dort bis 2012 als Bahnhofsimbiss genutzt.

## Fahrzeuge

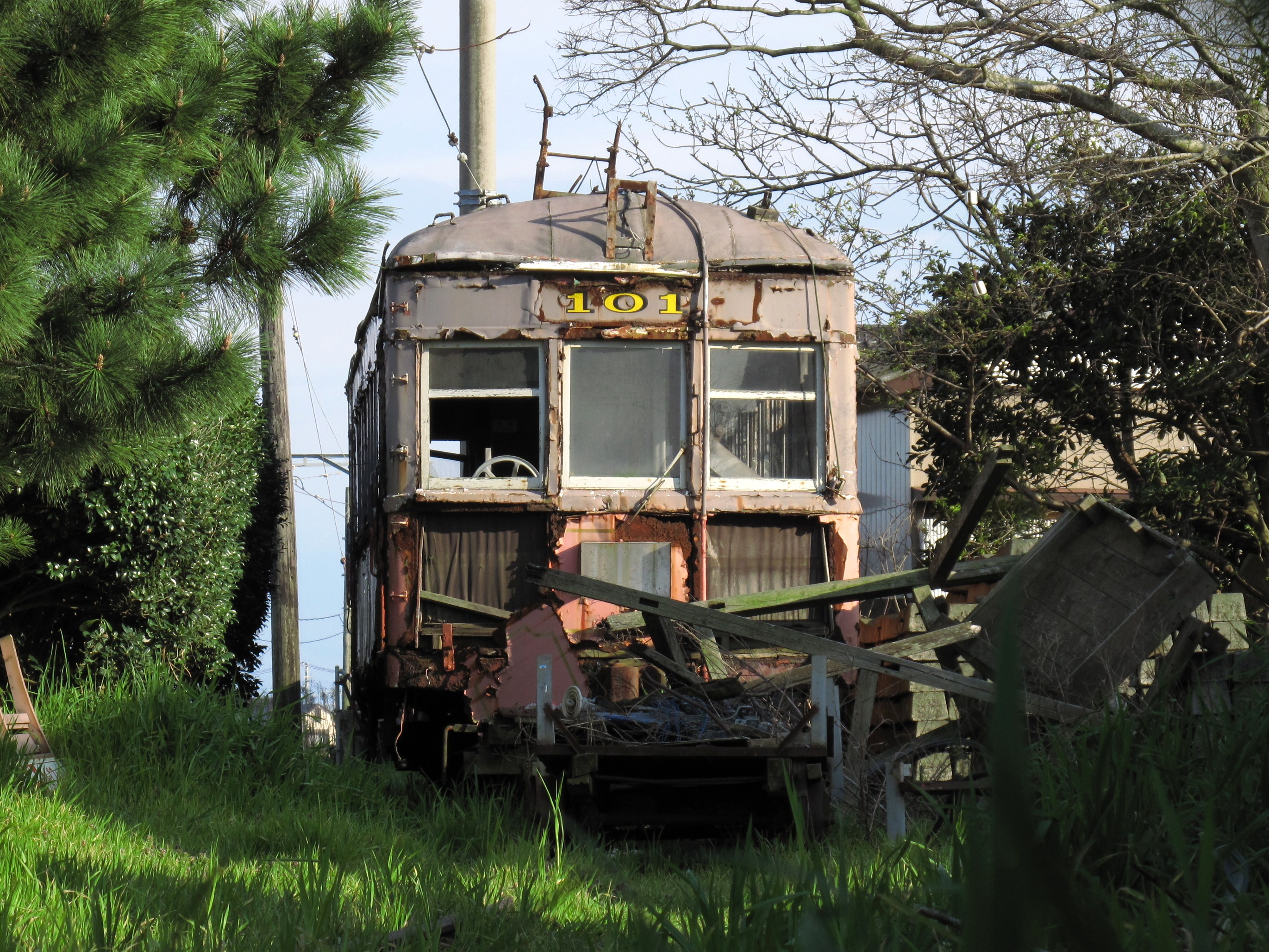
Wrack des 1999 außer Dienst gestellten Zugs 101 (Baujahr 1939), hinter dem Bahnhof Kasagami-Kurohae (2009)

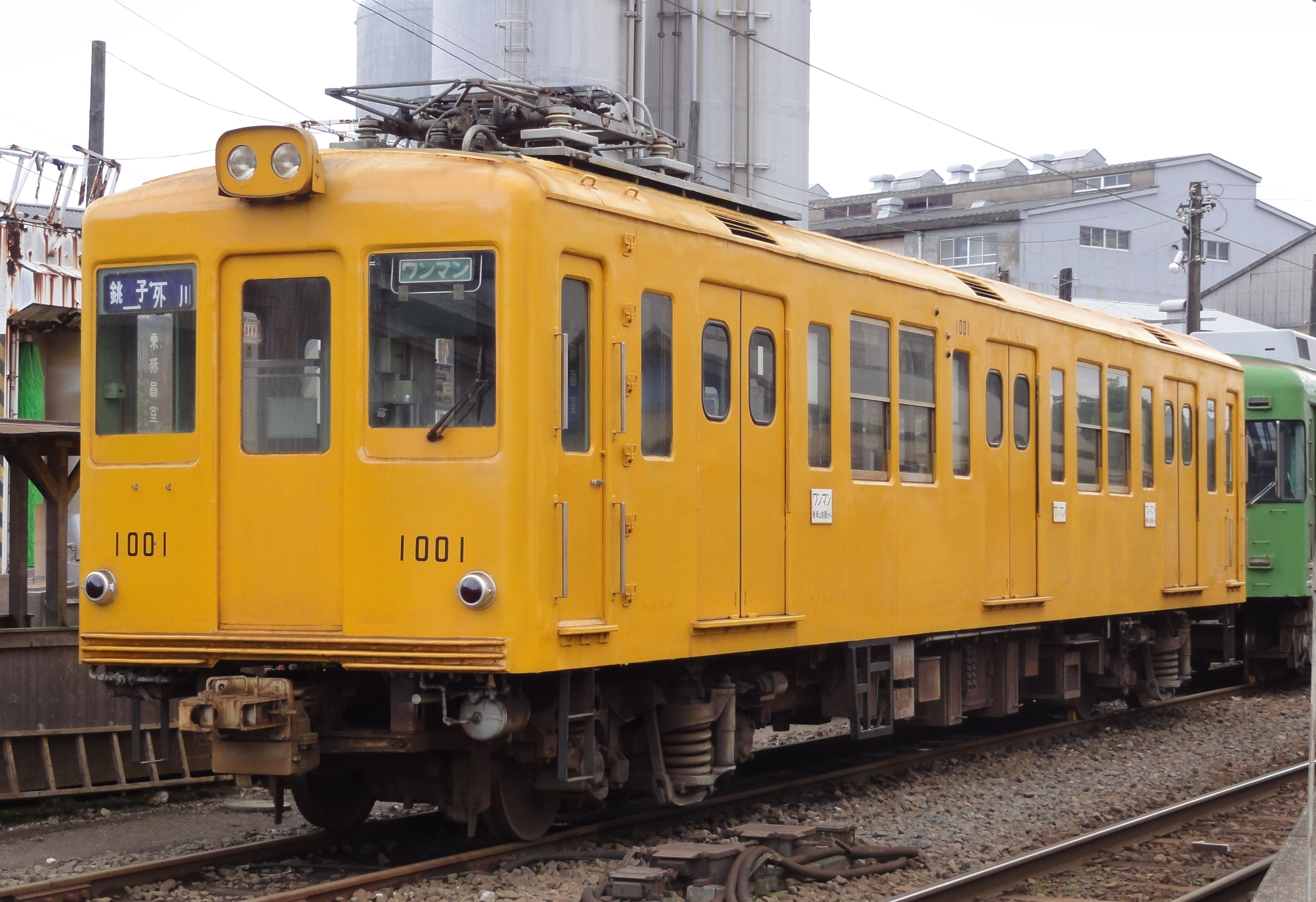
Fahrzeug 1001, noch in den Farben des Vorbesitzers, der Ginza-Linie der tokioter U-Bahn

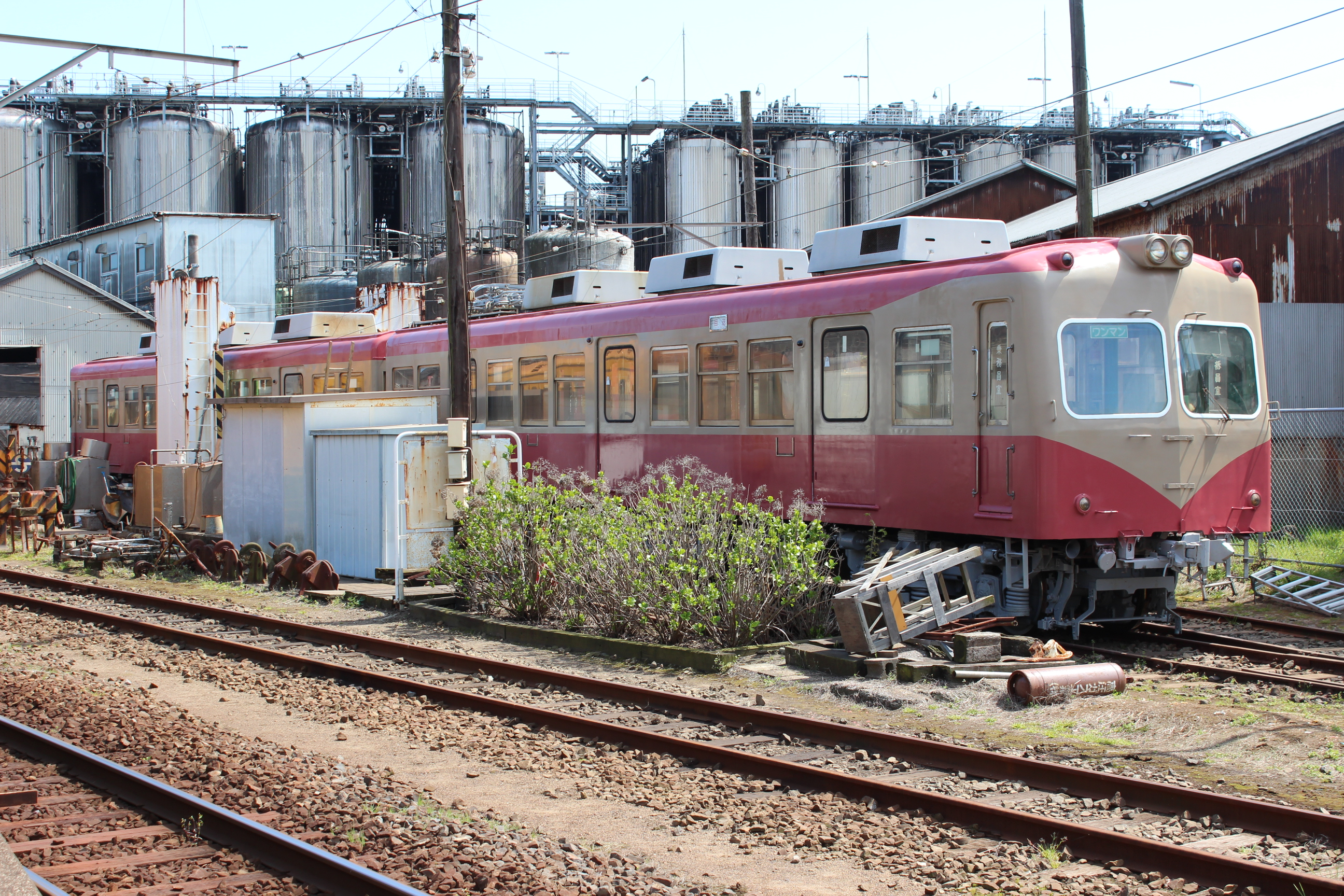
Zug 2002, nach Neuanstrich (März 2015)

Unter Bahnenthusiasten ist die Strecke beliebt, da andernorts nicht mehr zu findende Fahrzeuge im Einsatz sind. Auch gibt man noch Edmondsonsche Fahrkarten aus. So blieben z. B. die 1942 als MoHa 50 gebauten Züge DeHa 701 bis 2010 im Dienst. Ein 1985 aus einem umgebauten Güterwaggon (Baujahr 1969) geschaffene offene Ausflugswaggon Yu 101 wurde aus Sicherheitsgründen 2004 aus dem Verkehr gezogen. Der Fuhrpark 2012 bestand aus einem 1960 für die 1000er-Serie der Tōkyō Metro gebauten (stillgelegt im Februar 2015) sowie zwei gebraucht von der Iyotetsu (伊予鉄) gekauften Zügen. Diese waren ursprünglich als Teil der Serie 2010 für die Keiō Dentetsu im Jahre 1962 hergestellt worden.